# Museu d'Arquitectura d'Estònia
El Museu d'Arquitectura d'Estònia (en estonià: Eesti Arhitektuurimuuseum) és un museu dedicat a l'arquitectura ubicat a Tallinn, Estònia. Està situat al barri Rotermann. El museu és membre del Consell Internacional de Museus d'Arquitectura —ICAM, per les seves sigles en anglès—.

## Història
El museu va ser fundat l'1 de gener de 1991 amb el propòsit de documentar, preservar i donar a conèixer al públic la història de l'arquitectura estoniana i la seva evolució contemporània. Va iniciar les seves activitats en un espai provisional a Kooli 7, al nucli antic de Tallinn, on les seves col·leccions s'allotjaven a la torre medieval Loewenschede. El 1996, el museu es va traslladar a l'antic magatzem de sal del barri Rotermann, el qual va ser obert al públic el 7 de juny d'aquell mateix any.

## Edifici
El celler amb volta de l'edifici, construït segons un projecte de l'enginyer germano-bàltic Ernst Boustedt el 1908, estava destinat originalment a l'emmagatzematge de sal. Entre 1995 i 1996, l'edifici va ser remodelat seguint un projecte de l'arquitecte Ülo Peil i de l'arquitecte d'interiors Taso Mähar, ambdós de l'estudi d'arquitectura Urbel & Peil. Durant la remodelació, l'estructura —que originalment era d'una sola planta— va ser dividida en diversos nivells mitjançant un entresolat i la incorporació de galeries, amb la finalitat de crear una major quantitat d'espais expositius amb diferents característiques.

## Col·leccions
Les col·leccions del museu es divideixen en arxiu, fotografia, maquetes, mobiliari i art. La col·lecció d'arxius compta amb aproximadament 11.500 objectes, entre els quals s'inclouen plànols urbans, projectes de construcció, dibuixos arquitectònics, fotografies i manuscrits. La col·lecció fotogràfica reuneix gairebé 18.000 elements, entre fotografies i negatius. Més de 200 peces (maquetes arquitectòniques de diferents estils) formen part de la col·lecció de maquetes del museu. Les col·leccions de mobiliari i art també inclouen objectes relacionats amb arquitectes, com ara mobles, dibuixos, pintures i obres gràfiques dissenyades per ells.